# 융합기술
융합기술(Convergence Technology, 融合技術)은 "어떤 문제를 해결하거나 목표를 달성하기 위해 융합의 과정을 통해 새롭게 만들어지는 기술"이다.

## 같이 보기
- 융합